# Liste der Baudenkmale in Boffzen
In der Liste der Baudenkmale in Boffzen sind die Baudenkmale der niedersächsischen Gemeinde Boffzen im Landkreis Holzminden aufgelistet.

## Allgemein
In den Spalten befinden sich folgende Informationen:
- Lage: die Adresse des Baudenkmales und die geographischen Koordinaten. Kartenansicht, um Koordinaten zu setzen. In der Kartenansicht sind Baudenkmale ohne Koordinaten mit einem roten Marker dargestellt und können in der Karte gesetzt werden. Baudenkmale ohne Bild sind mit einem blauen Marker gekennzeichnet, Baudenkmale mit Bild mit einem grünen Marker.
- Bezeichnung: Bezeichnung des Baudenkmales
- Beschreibung: die Beschreibung des Baudenkmales. Unter § 3 Abs. 2 NDSchG werden Einzeldenkmale und unter § 3 Abs. 3 NDSchG Gruppen baulicher Anlagen und deren Bestandteile ausgewiesen.
- ID: die Objekt-ID des Baudenkmales
- Bild: ein Bild des Baudenkmales, ggf. zusätzlich mit einem Link zu weiteren Fotos des Baudenkmals im Medienarchiv Wikimedia Commons. Wenn man auf das Kamerasymbol klickt, können Fotos zu Baudenkmalen aus dieser Liste hochgeladen werden:

## Gemeinde Boffzen
Baudenkmale im Gebiet der Gemeinde Boffzen.

### Gruppe: Villa m. Nebenanlagen Am Hoppenberg
Die Gruppe „Villa m. Nebenanlagen Am Hoppenberg“ hat die ID 26972751.

| Lage                                      | Bezeichnung  | Beschreibung | ID       | Bild |
| ----------------------------------------- | ------------ | ------------ | -------- | ---- |
| Hoppenberg 15 51° 44′ 58″ N, 9° 24′ 12″ O | Villa        |              | 26968127 | BW   |
| Hoppenberg 15 51° 44′ 57″ N, 9° 24′ 13″ O | Wohnhaus     |              | 26968147 | BW   |
| Hoppenberg 15 51° 44′ 56″ N, 9° 24′ 11″ O | Garten       |              | 26968165 | BW   |
| Hoppenberg 15 51° 44′ 58″ N, 9° 24′ 14″ O | Nebengebäude |              | 26968181 | BW   |

### Gruppe: Wohnhaus m. Stall Bahnhofstr. 2
Die Gruppe „Wohnhaus m. Stall Bahnhofstr. 2“ hat die ID 26972740.

| Lage                                       | Bezeichnung | Beschreibung | ID       | Bild |
| ------------------------------------------ | ----------- | ------------ | -------- | ---- |
| Bahnhofstraße 2 51° 45′ 5″ N, 9° 23′ 55″ O | Wohnhaus    |              | 26967991 | BW   |

### Gruppe: Hofanlage Obere Dorfstr. 27
Die Gruppe „Hofanlage Obere Dorfstr. 27“ hat die ID 26972762.

| Lage                                           | Bezeichnung              | Beschreibung | ID       | Bild |
| ---------------------------------------------- | ------------------------ | ------------ | -------- | ---- |
| Obere Dorfstraße 27 51° 44′ 46″ N, 9° 23′ 9″ O | Wohn-/Wirtschaftsgebäude |              | 26968254 | BW   |
| Obere Dorfstraße 51° 44′ 45″ N, 9° 23′ 9″ O    | Scheune                  |              | 26968216 | BW   |

### Gruppe: Jüdischer Friedhof, Boffzen
Die Gruppe „Jüdischer Friedhof, Boffzen“ hat die ID 26972773.

| Lage                                             | Bezeichnung | Beschreibung               | ID       | Bild |
| ------------------------------------------------ | ----------- | -------------------------- | -------- | ---- |
| Untere Dorfstraße 34 51° 45′ 14″ N, 9° 23′ 16″ O | Friedhof    | Jüdischer Friedhof Boffzen | 26968390 |      |

### Einzeldenkmale
| Lage                                                                | Bezeichnung              | Beschreibung | ID       | Bild           |
| ------------------------------------------------------------------- | ------------------------ | --- | -------- | -------------- |
| Bachstraße 51° 44′ 46″ N, 9° 23′ 4″ O                               | Kirche (Bauwerk)         | Erlöserkirche Boffzen | 26967913 | Weitere Bilder |
| Bachstraße 51° 44′ 46″ N, 9° 23′ 5″ O                               | Kriegerdenkmal           | | 26967933 |                |
| Bachstraße 9 51° 44′ 49″ N, 9° 23′ 5″ O                             | Wohn-/Wirtschaftsgebäude | | 26967951 | BW             |
| Bachstraße 17 51° 44′ 45″ N, 9° 23′ 3″ O                            | Pfarrhaus                | | 26967971 | BW             |
| Bahnhofstraße 9 C 51° 45′ 14″ N, 9° 24′ 1″ O                        | Villa                    | Das Gebäude des Glasmuseums Boffzen.                                                                                      | 26968027 | Weitere Bilder |
| Försterhof 3 51° 44′ 56″ N, 9° 23′ 15″ O                            | Wohnhaus                 | | 26968067 | BW             |
| Franzosenweg 7 51° 45′ 2″ N, 9° 24′ 14″ O                           | Villa                    | | 26968087 | BW             |
| Hessenborn 1 51° 45′ 15″ N, 9° 24′ 4″ O                             | Wohnhaus                 | Invalidenhaus | 26968107 | BW             |
| Obere Dorfstraße 1 51° 44′ 56″ N, 9° 23′ 12″ O                      | Gaststätte               | | 26968234 | BW             |
| Untere Dorfstraße 18 51° 45′ 6″ N, 9° 23′ 13″ O                     | Wohnhaus                 | | 26968272 | BW             |
| Bundeswasserstr. I. Ordnung, km 63,550. 51° 44′ 11″ N, 9° 22′ 57″ O | Eisenbahnbrücke          | Kennedy-Brücke als Weserbrücke der Bahnstrecke Holzminden–Scherfede (DB-Strecke 2973), zur Hälfte in Nordrhein-Westfalen. | 26968047 | Weitere Bilder |
| Rottmünde 1, Forst-Boffzen 51° 45′ 0″ N, 9° 25′ 58″ O               | Forsthaus                | | 26968292 | BW             |
| L 550; km 72,735. (Am Steinkrug) 51° 46′ 13″ N, 9° 24′ 55″ O        | Grenzstein               | Grenzmarkierung zwischen Gemeindegebiet Boffzen und gemeindefreiem Gebiet Boffzen.                                        | 26968370 | BW             |

## Gemeindefreies Gebiet Boffzen
Baudenkmale im gemeindefreien Gebiet Boffzen.
| Lage                                                        | Bezeichnung | Beschreibung | ID       | Bild |
| ----------------------------------------------------------- | ----------- | --- | -------- | ---- |
| L 550; km 73,150. Boffzen, Forst 51° 46′ 2″ N, 9° 24′ 47″ O | Denkmal     | Mittendorff-Denkmal. Ca. 70 m außerhalb des Gemeindeteilgebiets Boffzen. Bei der Verbindungsstraße, ca. 70 m außerhalb des Gemeindeteilgebiets Boffzen, ca. 80 m außerhalb des Gemeindeteilgebiets Steinkrug-Boffzen. | 26968196 | BW   |